# Anoplodactylus dentimanus
Anoplodactylus dentimanus is een zeespin uit de familie Phoxichilidiidae. De soort behoort tot het geslacht Anoplodactylus. Anoplodactylus dentimanus werd in 1979 voor het eerst wetenschappelijk beschreven door Stock. 